# Grand Fleet
La Grand Fleet è stata la flotta principale della Royal Navy britannica durante la prima guerra mondiale.

## Storia
La Grand Fleet venne formata nel 1914 riunendo la Atlantic Fleet con la Home Fleet, arrivando a contare tra 35 e 40 navi da battaglia moderne. Il comando venne affidato all'ammiraglio John Jellicoe, successivamente sostituito dall'ammiraglio David Beatty, prima al comando degli incrociatori da battaglia della Flotta. La Grand Fleet aveva come base principale Scapa Flow, nelle Isole Orcadi. Durante la sua storia partecipò solamente ad una battaglia navale, la Battaglia dello Jutland, famosa per essere stata la più grande battaglia navale nella storia contemporanea, non decisiva per le sorti della guerra ma comunque una vittoria strategica per la Royal Navy anche a fronte di perdite superiori a quelle tedesche.
Dopo la fine della guerra la Grand Fleet venne sciolta e la maggior parte delle navi da guerra che la formavano vennero riassegnate alla risorta Atlantic Fleet.

## Ordine di Battaglia
Non era possibile avere disponibili tutte le unità della flotta in acqua insieme perché le navi necessitavano continua manutenzione e riparazioni. Al tempo della battaglia dello Jutland, nel maggio 1916, vi erano 32 corazzate dreadnought e super-dreagnought nella flotta e 28 di queste fecero parte dell'ordine di battaglia allo Jutland.
L'ordine di battaglia della Grand Fleet alla fine della guerra appare nell'ordine navale del 24 ottobre 1918.
La reale forza della flotta variò durante la guerra dato che nuove navi venivano aggiunte e altre erano affondate, ma il numero aumentò costantemente durante la guerra così come anche il margine di superiorità sulla flotta tedesca. Dopo l'entrata in guerra degli Stati Uniti la Nona Divisione Corazzate fu unita alla Grand Fleet col nome di Sesta Squadra da Battaglia, aggiungendo così alla flotta quattro, poi cinque, corazzate dreadnought.